# Prieuré de Pont-l'Abbé-d'Arnoult
Le prieuré Saint-Pierre est située à Pont-l'Abbé-d'Arnoult, dans le département français de la Charente-Maritime en région Nouvelle-Aquitaine.

## Historique
Par une charte de 1040, Geoffroy II d'Anjou concède ses terres de Pont-l'Abbé et l'église à l'abbaye de la Trinité de Vendôme. En 1047, il retire ce don en faveur de l'abbaye aux Dames de Saintes, qu'il fonde avec son épouse Agnès de Bourgogne. 
Un important prieuré est conçu au XIVe siècle, avec une communication directe avec l'église.
En partie détruit durant les guerres de Religion, il est reconstruit au début du XVIIIe siècle.
L'immeuble est inscrit au titre des monuments historiques par arrêté du 6 mars 1987.
La façade du prieuré a été restaurée en 2021.

## Galerie

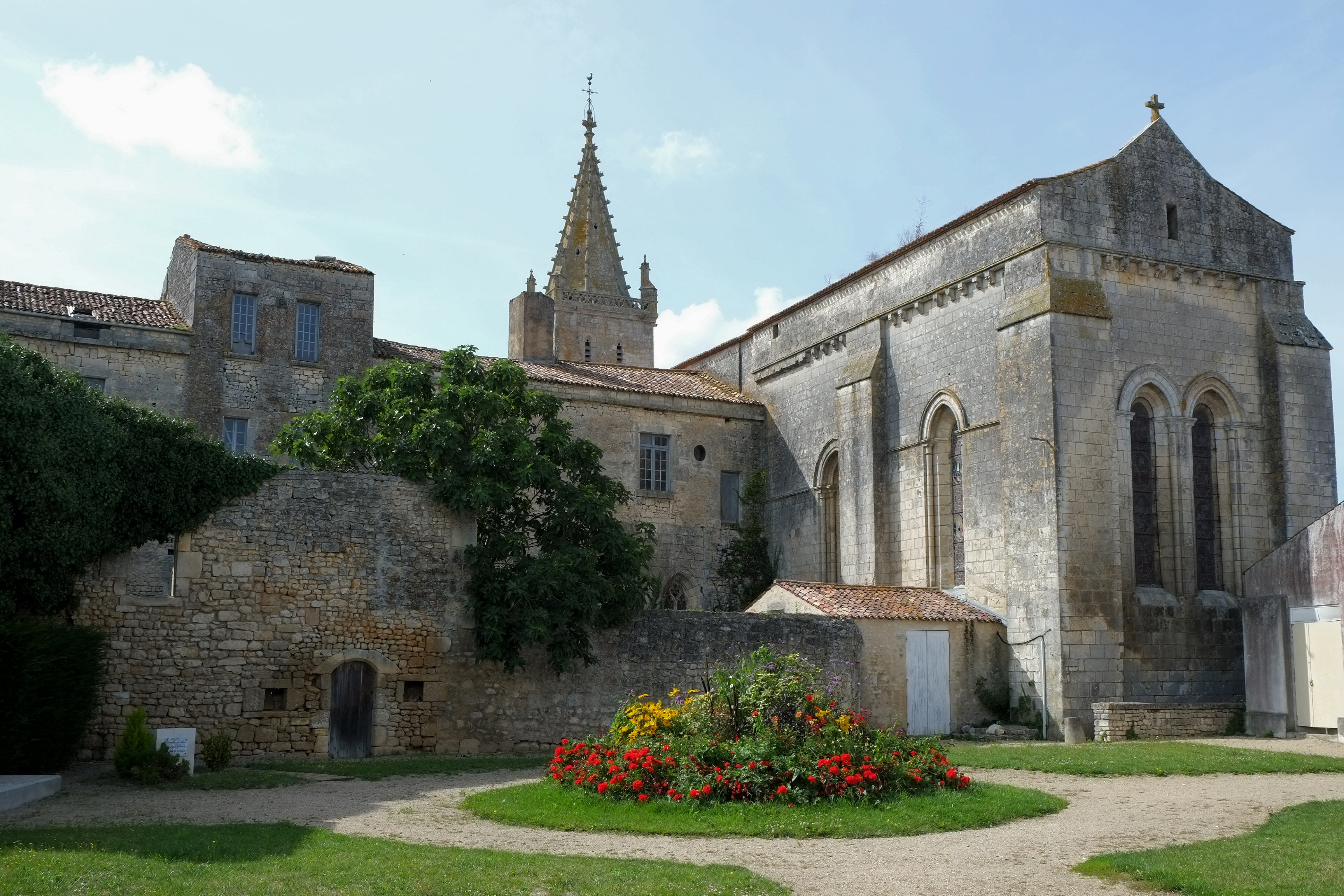